# Stanisław Tyszka
Stanisław Tyszka (ur. 11 kwietnia 1979 w Warszawie) – polski prawnik i polityk, doktor nauk humanistycznych, nauczyciel akademicki, poseł na Sejm VIII, IX i X kadencji (2015–2024), wicemarszałek Sejmu VIII kadencji (2015–2019), przewodniczący klubu poselskiego Konfederacji (2023–2024), poseł do Parlamentu Europejskiego X kadencji (od 2024), współprzewodniczący frakcji Europa Suwerennych Narodów (od 2024).

## Życiorys
Ukończył II Liceum Ogólnokształcące im. Stefana Batorego w Warszawie (1998) oraz studia prawnicze na Wydziale Prawa i Administracji Uniwersytetu Warszawskiego (2004). Kształcił się również w zakresie filozofii na Uniwersytecie Jagiellońskim i socjologii na Uniwersytecie Karola w Pradze. Odbył studia doktoranckie na Wydziale Historii Europejskiego Instytutu Uniwersyteckiego we Florencji, doktoryzując się tam w 2011 w zakresie nauk humanistycznych.
Zawodowo związany z Uniwersytetem Warszawskim jako adiunkt na Wydziale Stosowanych Nauk Społecznych i Resocjalizacji. W latach 2011–2012 był dyrektorem Centrum Analiz Fundacji Republikańskiej. W 2012 został doradcą ministra sprawiedliwości Jarosława Gowina ds. deregulacji. Od grudnia 2013 był członkiem prezydium zarządu założonej przez tegoż partii Polska Razem, z której odszedł jesienią 2014.
W 2015 powołany na przedstawiciela ruchu organizowanego przez Pawła Kukiza w województwie mazowieckim, opracowywał także program ugrupowania. W wyborach parlamentarnych w tym samym roku kandydował do Sejmu w okręgu podwarszawskim z pierwszego miejsca na liście KWW Kukiz’15. Uzyskał mandat poselski, otrzymując 14 670 głosów. Na pierwszym posiedzeniu Sejmu VIII kadencji, 12 listopada 2015, został wybrany na wicemarszałka Sejmu. W wyborach w 2019 bezskutecznie ubiegał się o mandat posła do Parlamentu Europejskiego z listy komitetu Kukiz’15.
W wyborach krajowych w tym samym roku z powodzeniem ubiegał się o poselską reelekcję, kandydując z listy PSL (w ramach zawartego przez Kukiz’15 porozumienia) w okręgu rzeszowskim i otrzymując 17 086 głosów. W grudniu 2020 wraz z innymi posłami Kukiz’15 znalazł się poza klubem parlamentarnym Koalicji Polskiej, stając się posłem niezrzeszonym. W lutym 2021 został członkiem nowo powołanego koła poselskiego Kukiz’15 – Demokracja Bezpośrednia. Opuścił je w listopadzie 2022, ponownie zostając posłem niezrzeszonym. Kilka dni później dołączył do partii KORWiN (która dwa tygodnie później przyjęła nazwę Nowa Nadzieja) oraz przystąpił do koła poselskiego Konfederacji.
W wyborach w 2023 z jej ramienia uzyskał mandat posła X kadencji z okręgu gdyńskiego, otrzymując 19 753 głosy. W listopadzie tegoż roku został przewodniczącym klubu poselskiego Konfederacji. Objął funkcje zastępcy przewodniczącego Komisji Gospodarki Morskiej i Żeglugi Śródlądowej oraz członka Komisji do Spraw Unii Europejskiej.
W 2024 z listy Konfederacji został wybrany na europosła X kadencji (dostał 78 954 głosów w okręgu nr 12), w związku z czym jego mandat posła na Sejm wygasł. W PE objął funkcję współprzewodniczącego frakcji Europa Suwerennych Narodów. W Parlamencie Europejskim zasiadł w Komisji Spraw Konstytucyjnych.

## Życie prywatne
Żonaty z Małgorzatą Pakier, ma córkę oraz syna. Jego pradziadkiem był Kazimierz Tyszka.

## Wyniki wyborcze
| Wybory | Komitet wyborczy                 | Komitet wyborczy                     | Organ              | Okręg          | Wynik          |
| ------ | -------------------------------- | ------------------------------------ | ------------------ | -------------- | -------------- |
| 2015   |                                  | Kukiz’15                             | Sejm VIII kadencji | nr 20          | 14 670 (2,99%) |
| 2019   | Parlament Europejski IX kadencji | Kukiz’15                             | nr 4               | 30 790 (2,22%) |                |
| 2019   |                                  | Polskie Stronnictwo Ludowe           | Sejm IX kadencji   | nr 23          | 17 086 (2,90%) |
| 2023   |                                  | Konfederacja Wolność i Niepodległość | Sejm X kadencji    | nr 26          | 19 753 (2,89%) |
| 2024   | Parlament Europejski X kadencji  | Konfederacja Wolność i Niepodległość | nr 12              | 78 954 (6,89%) |                |